# مقاطعة تشيمونغ (نيويورك)
مقاطعة تشيمونغ (بالإنجليزية: Chemung County)‏ هي إحدى المقاطعات في ولاية نيويورك في الولايات المتحدة الأمريكية.